# John Rumble
John Mitchell Rumble (Toronto, 27 de agosto de 1933-Newmarket, 5 de diciembre de 2023) fue un jinete canadiense que compitió en la modalidad de concurso completo. Participó en los Juegos Olímpicos de Verano de 1956, obteniendo una medalla de bronce en la prueba por equipos.

## Palmarés internacional
| Juegos Olímpicos | Juegos Olímpicos   | Juegos Olímpicos  | Juegos Olímpicos |
| Año              | Lugar              | Medalla           | Categoría        |
| ---------------- | ------------------ | ----------------- | ---------------- |
| 1956             | Estocolmo (Suecia) | Medalla de bronce | Por equipos      |